# Belenois calypso
Belenois calypso är en fjärilsart som först beskrevs av Dru Drury 1773.  Belenois calypso ingår i släktet Belenois och familjen vitfjärilar. IUCN kategoriserar arten globalt som livskraftig.
Artens utbredningsområde är Sierra Leone. Inga underarter finns listade i Catalogue of Life.

## Bildgalleri

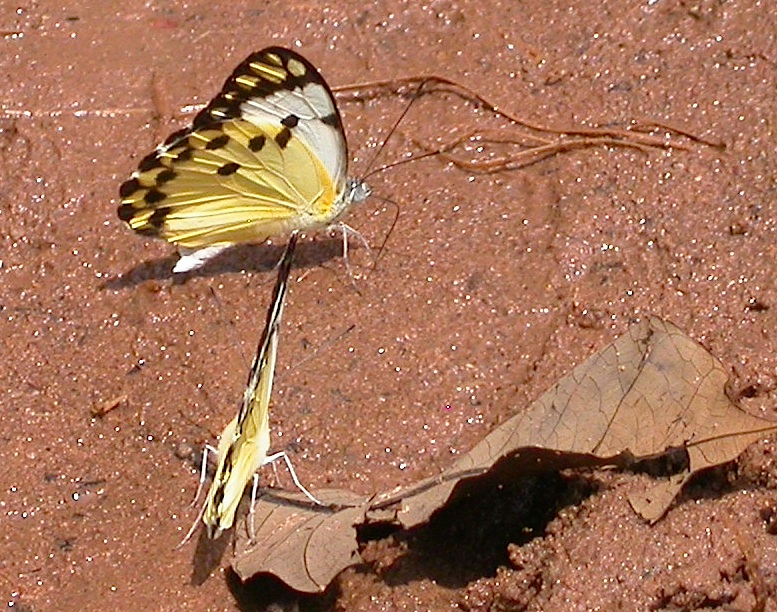
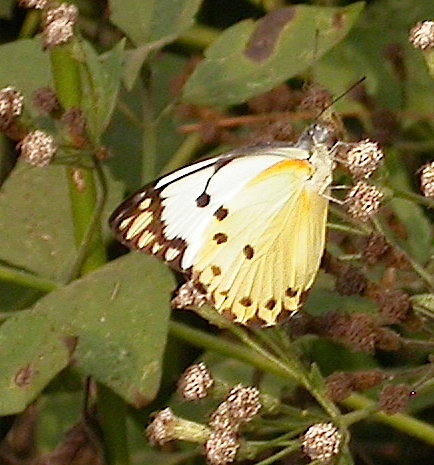
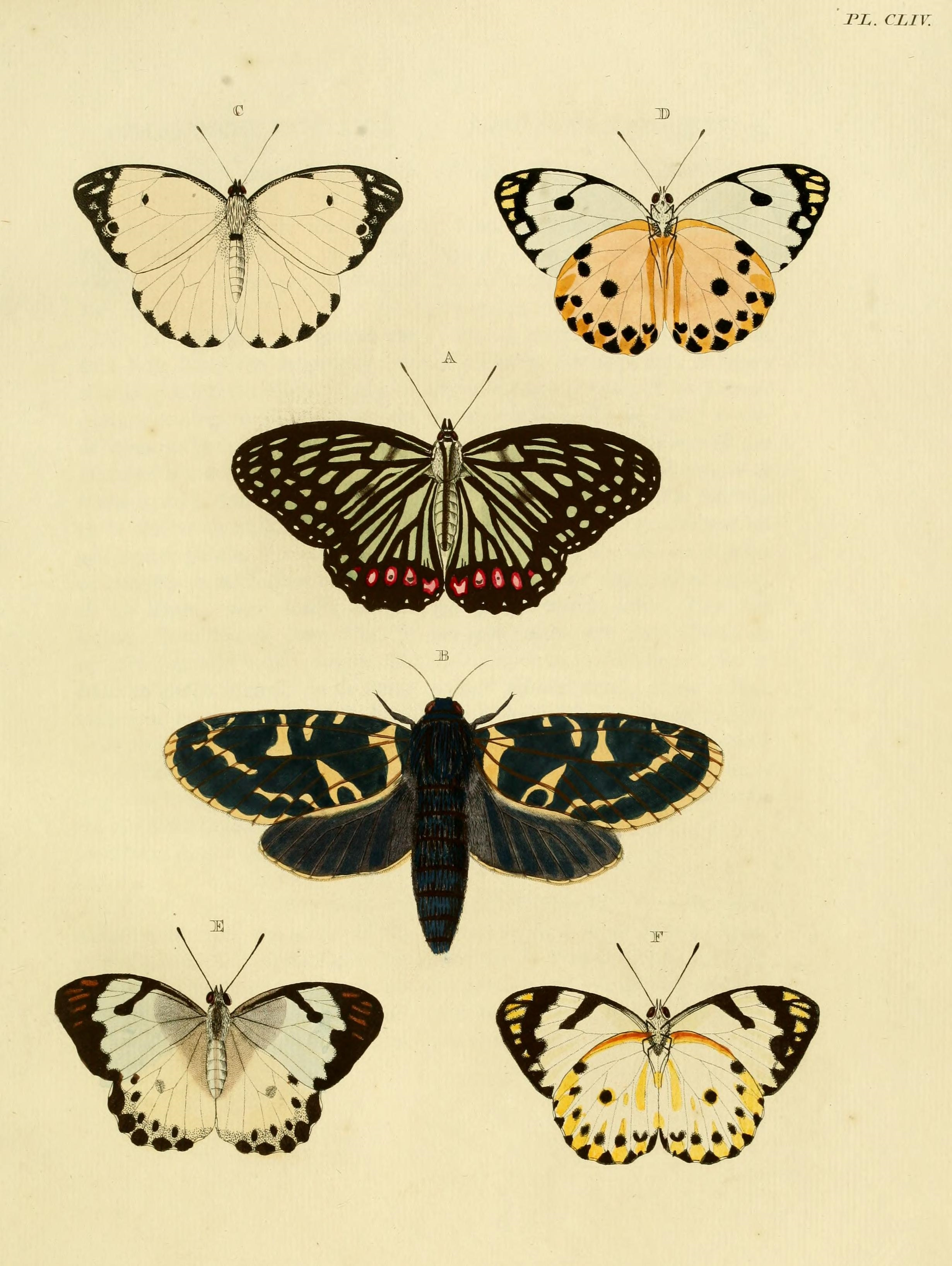